# Calamus australis
Calamus australis är en enhjärtbladig växtart som beskrevs av Carl Friedrich Philipp von Martius. Calamus australis ingår i släktet Calamus och familjen Arecaceae. Inga underarter finns listade i Catalogue of Life.